# Canal du Centre (Belgie)
Canal du Centre je kanál pro vodní dopravu, který se nachází v belgickém středním Valonsku v provincii Henegavsko, cca 50 km jižně od Bruselu, mezi městy La Louvière a Thieu. Jeho celková délka je 20,9 km. Společně s dalšími kanály Brusel-Charleroi a Nimy-Blaton-Péronnes spojuje řeky Máza a Šelda. Překonává výškový rozdíl 90 m.

## Historie

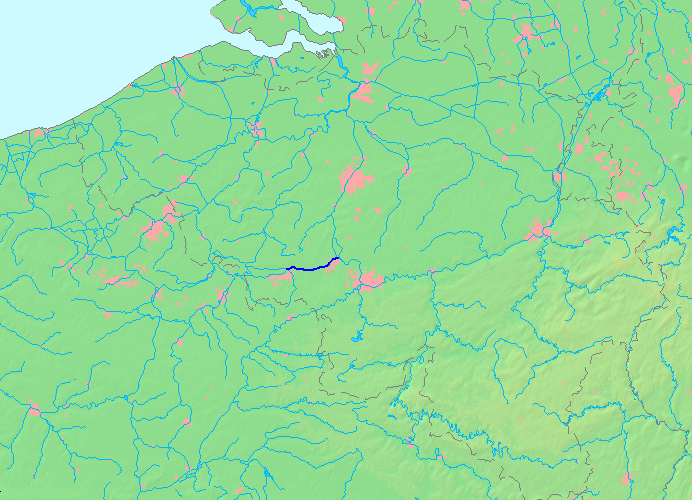
Poloha kanálu v Belgii

Výstavba kanálu probíhala v letech 1882 až 1917. První z výtahů byl uveden do provozu roku 1888, zbývající až na konci 1. světové války v roce 1917. Všechny čtyři hydraulické lodní výtahy na krátkém úseku historického kanálu jsou technické památky nejvyšší kvality. Dohromady se samotným kanálem tvoří příklad průmyslové krajiny z konce 19. století.
Teprve v r. 2002 byl uveden do provozu moderní lodní výtah pracující na stejném principu u města Thieu na novém ramenu kanálu, který umožňuje zvedat lodě až do výtlaku 1350 t a překonává najednou výškový rozdíl 73,15 m. Historické výtahy od té doby slouží pouze k rekreačním účelům.

## Zdymadla na starém ramenu kanálu
Výškový rozdíl v korytě starého ramene je překonáván dvěma klasickými zdymadly a čtyřmi hydraulickými lodními výtahy, z nichž každý překonává rozdíl přibližně 17 metrů.
Výtahy pracují na principu spojených nádob. Uvnitř ocelové konstrukce se pohybují dvě ocelové vany, v nichž se střídavě napouští a vypouští voda. Centrální sloupec vody působí jako píst ve svislém válci. Mohutný ventil se střídavě otevírá a uzavírá podle toho, kolik vody bylo vytlačeno lodí vjíždějící do komory. Na tomto principu bylo koncem 18. století postaveno ve světě celkem osm podobných zdviží, z nichž se v původním a funkčním stavu dochovaly právě tyto čtyři výtahy. Pro svou výjimečnost byly v roce 1998 přijaty na Seznam světového dědictví UNESCO.
Historickým kanálem mohou proplouvat lodě o maximální délce 38 m a šířce 5 m. Výška lodí nad vodou může být maximálně 3,8 m a jejich ponor 1,8 m. Výtahy mohou přesunout lodě do výtlaku 350 t.

## Rekapitulace důležitých bodů kanálu
| budova                                   | lokalizace                            |
| ---------------------------------------- | ------------------------------------- |
| zaústění do kanálu Brusel-Charleroi      | 50°31′20,38″ s. š., 4°14′41,2″ v. d.  |
| bifurkace nového a starého ramene kanálu | 50°29′55,74″ s. š., 4°11′29,7″ v. d.  |
| výtah Houdeng-Goegnies (UNESCO)          | 50°29′15,23″ s. š., 4°10′33,1″ v. d.  |
| výtah Houdeng-Aimeries (UNESCO)          | 50°28′57,36″ s. š., 4°8′32,28″ v. d.  |
| výtah Strépy-Bracquegnies (UNESCO)       | 50°28′52,68″ s. š., 4°8′14,28″ v. d.  |
| výtah Thieu (UNESCO)                     | 50°28′17,04″ s. š., 4°5′40,2″ v. d.   |
| výtah Strépy-Thieu (nové rameno)         | 50°28′41,68″ s. š., 4°6′35,29″ v. d.  |
| zaústění do Grand Large                  | 50°28′26,73″ s. š., 3°56′33,81″ v. d. |

## Fotogalerie

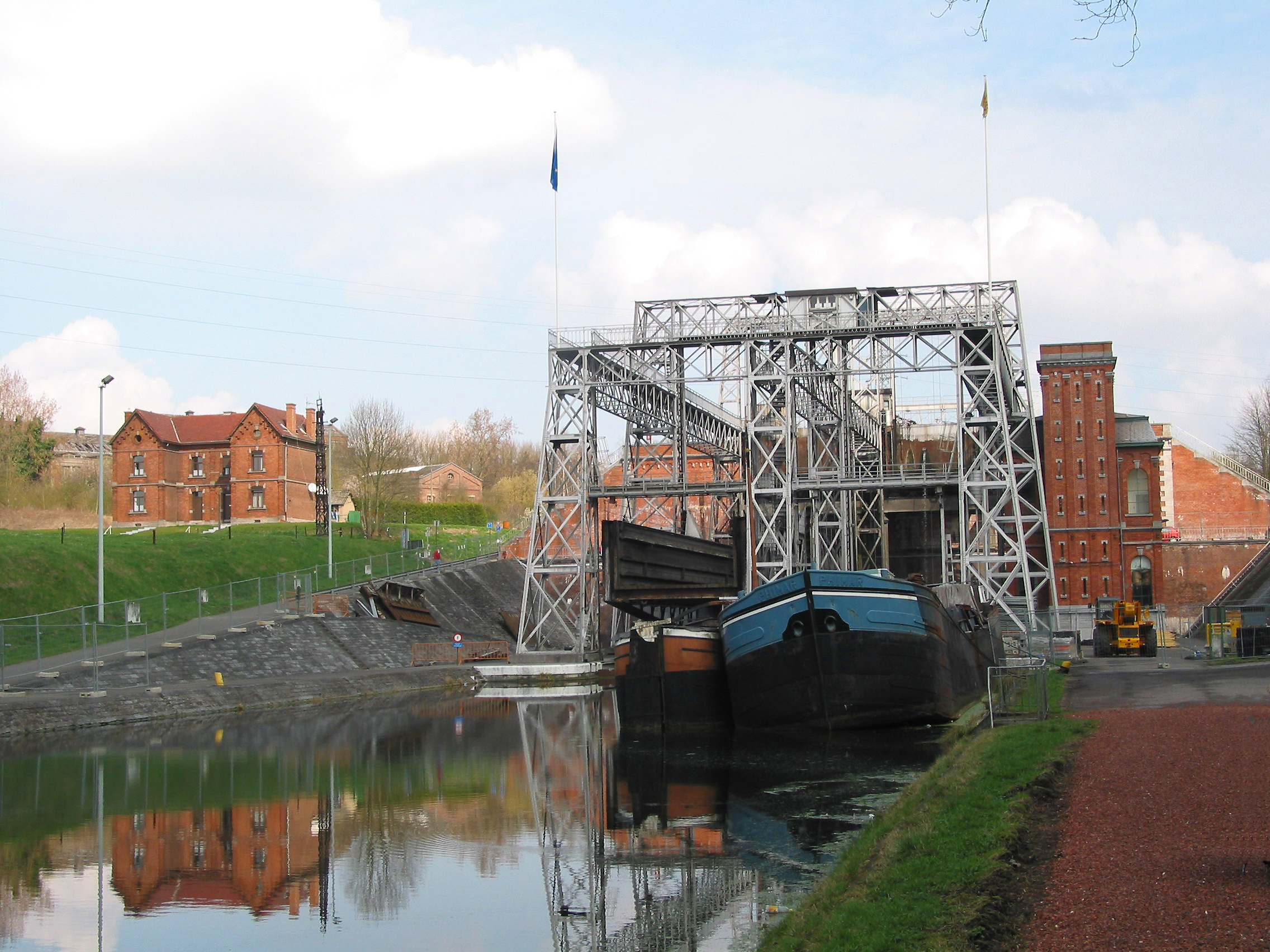
výtah Houdeng-Goegnies
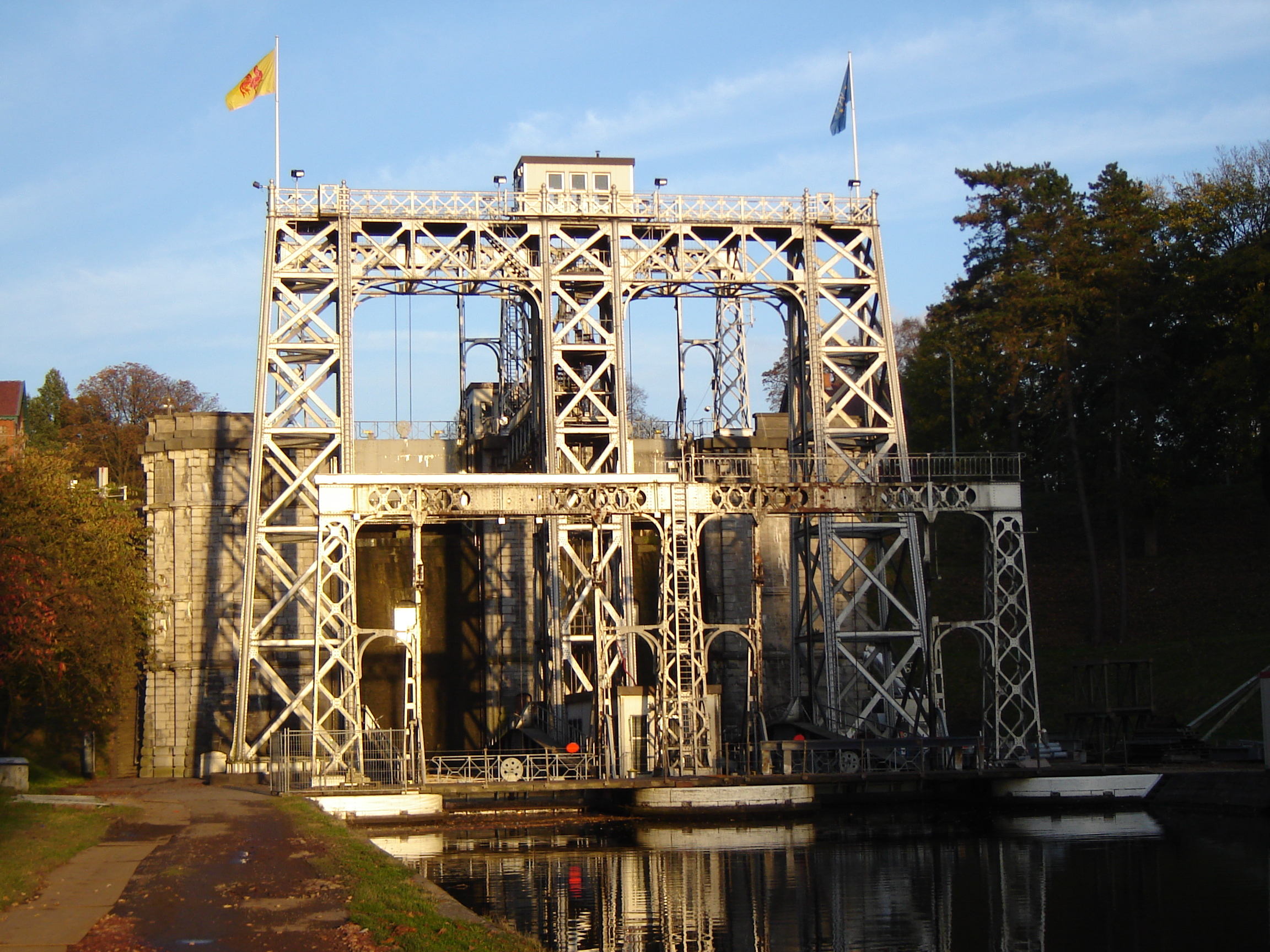
výtah Houdeng-Aimeries
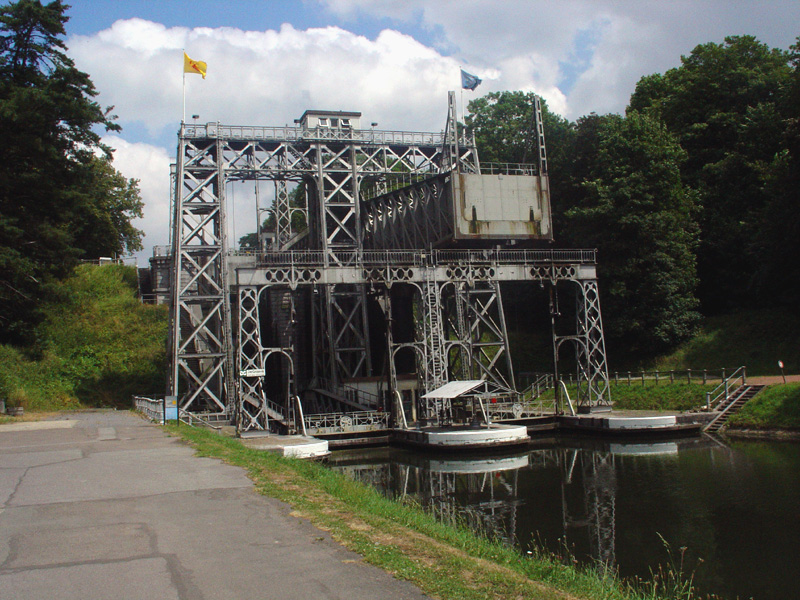
výtah Strépy-Bracquegnies
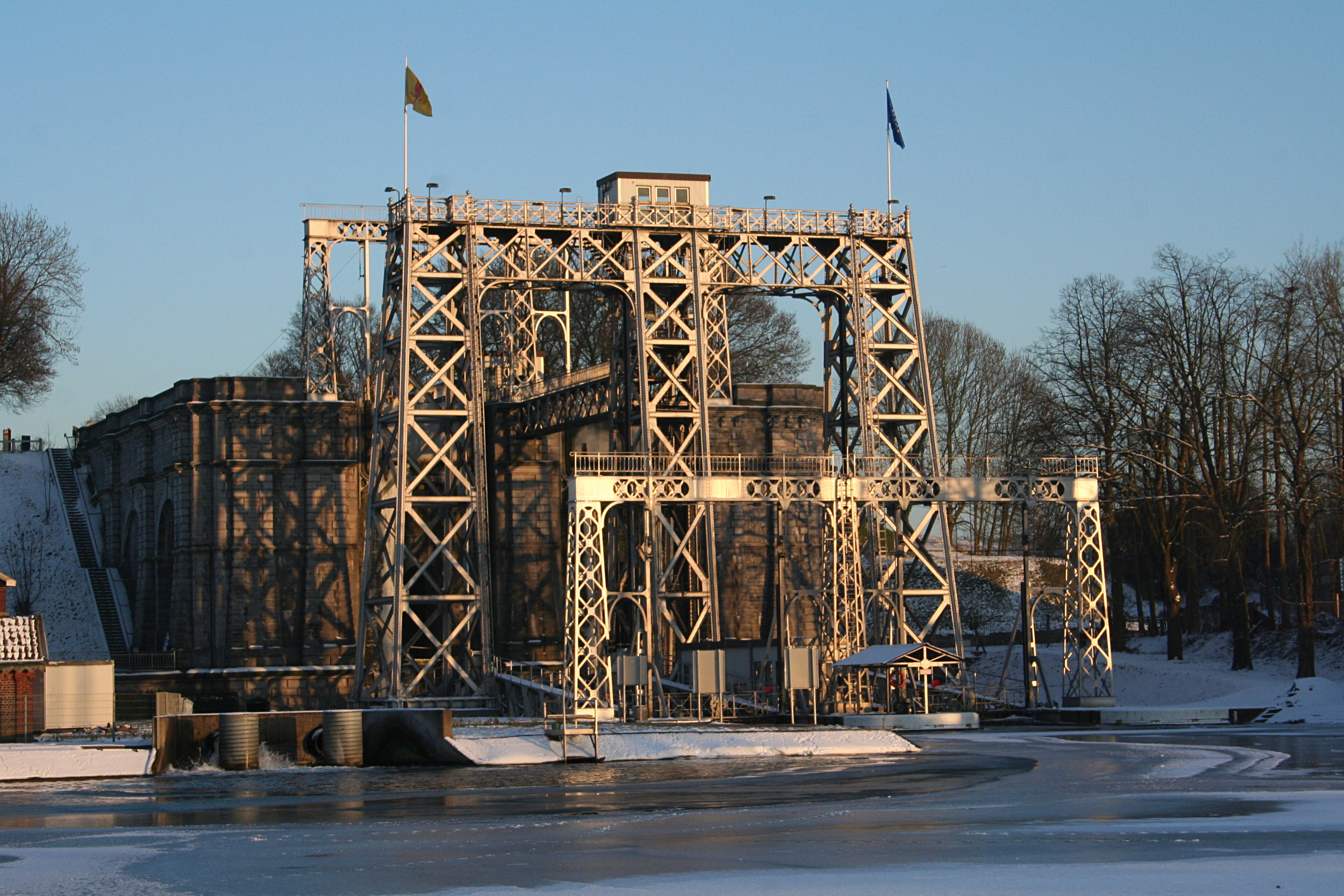
výtah Thieu
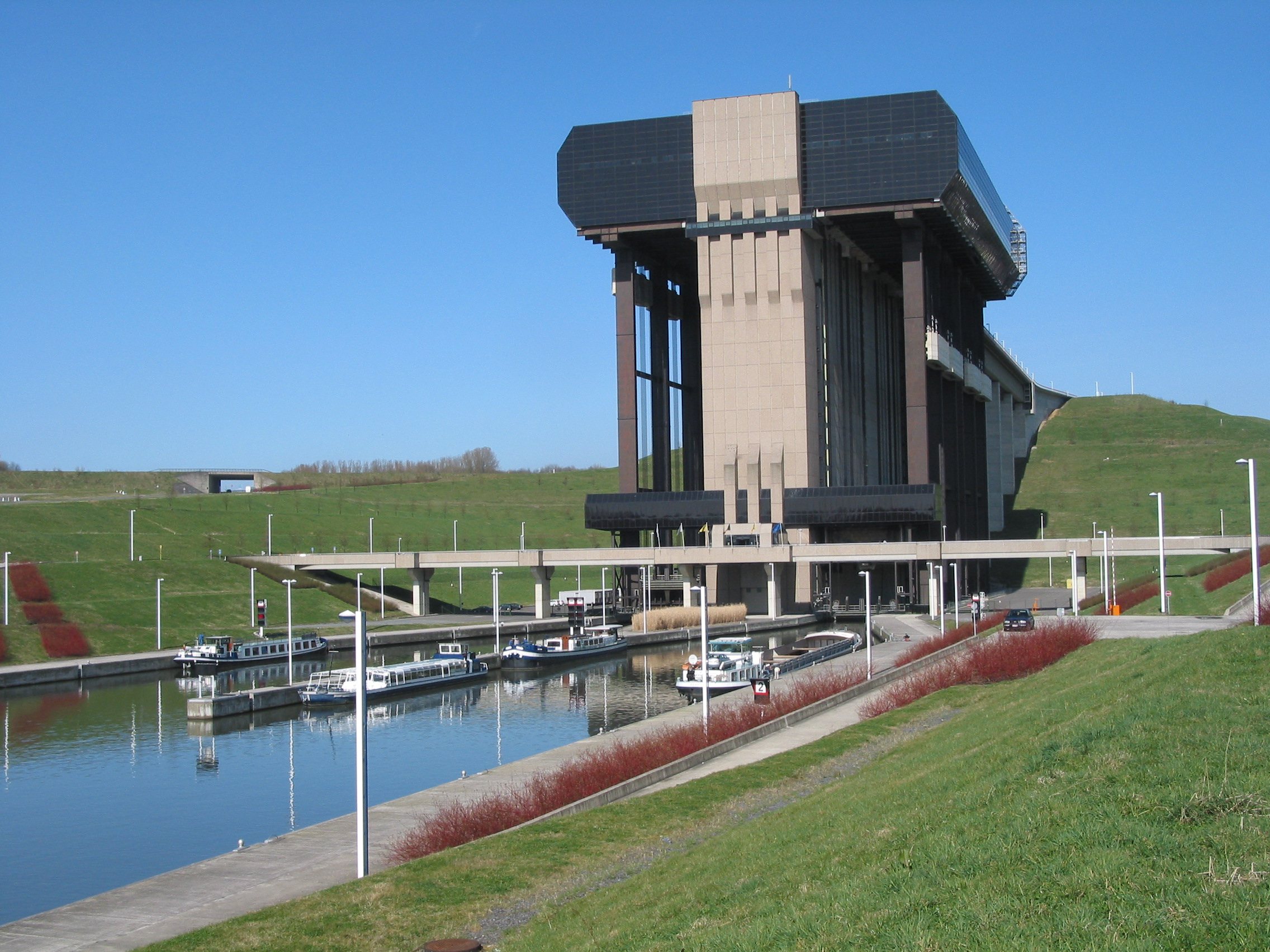
výtah Strépy-Thieu z roku 2002

## Okolí kanálu
Vedle Canal du Centre jsou v okolí další vodní cesty: Loing, Briard a spojovací kanál k Loiře. Jednou z nejvýznamnějších technických památek je i akvaduktový most na kanále Briard přes řeku Loiru, který projektoval Gustave Eiffel, stavitel známé pařížské věže. V okolí jsou ještě další vodní viadukty u Getain Croissing na řekách Allier a Digion. Krajina kolem kanálů je lemována řadou romantických zámků, připomínajících známé rody z francouzských a belgických dějin.